# Academia Brasileira de Música

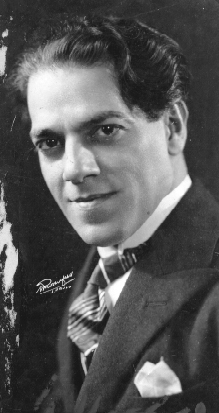
Heitor Villa-Lobos, fundador e primeiro presidente da Academia Brasileira de Música, Rio de Janeiro.

A Academia Brasileira de Música (ABM) foi fundada em 14 de julho de 1945, por Heitor Villa-Lobos, seguindo padrões da Academia Francesa. É uma instituição sem fins lucrativos, composta por quarenta acadêmicos, os quais são personalidades de destaque no meio musical brasileiro nas áreas de composição musical, interpretação e musicologia. Por meio do Decreto federal de 7 de novembro de 1946, reconheceu-se a instituição como sendo de utilidade pública e, em 6 de junho de 1947, também por meio de Decreto federal, tornou-se órgão técnico-consultivo do governo federal.

## História das academias
As academias surgiram em um tempo remoto, chegando à época do filósofo Platão e sua escola. Porém, o surgimento maciço de academias deu-se nos séculos XVI, XVII e XVIII, na Europa, com a "Academia do Palácio", (Paris, 1570), a "Academia de Florença", (1582), "Academia dos Generosos", (1647), e dos "Academia dos Singulares", (1663), sendo essas últimas criadas em Portugal, constituindo-se nas mais antigas das quais se tem notícia.
No Brasil, o conceito de academia começou a ser difundido com a criação da "Academia Brasílica dos Esquecidos", (Bahia, 1724), pelo vice-rei do Brasil, Vasco Fernandes César de Meneses. Entretanto, sua duração foi curta, fechando suas portas no ano seguinte. Com este primeiro arroubo na direção de criar academias e associações no país, mesmo malsucedido, outras acabaram surgindo no território brasileiro.

### Características das academias
As academias eram locais onde se reuniam homens de letras, das artes e ciências para poderem expressar seus pensamentos, reunirem-se para trocas de ideias ou, simplesmente, manter a união entre seus companheiros de pensamento comum. Com o passar do tempo, acabaram ganhando um cunho mais abrangente, um tanto quanto espiritual e cultural, alargando seus limites para que muitos outros pudessem desfrutar de seus benefícios.

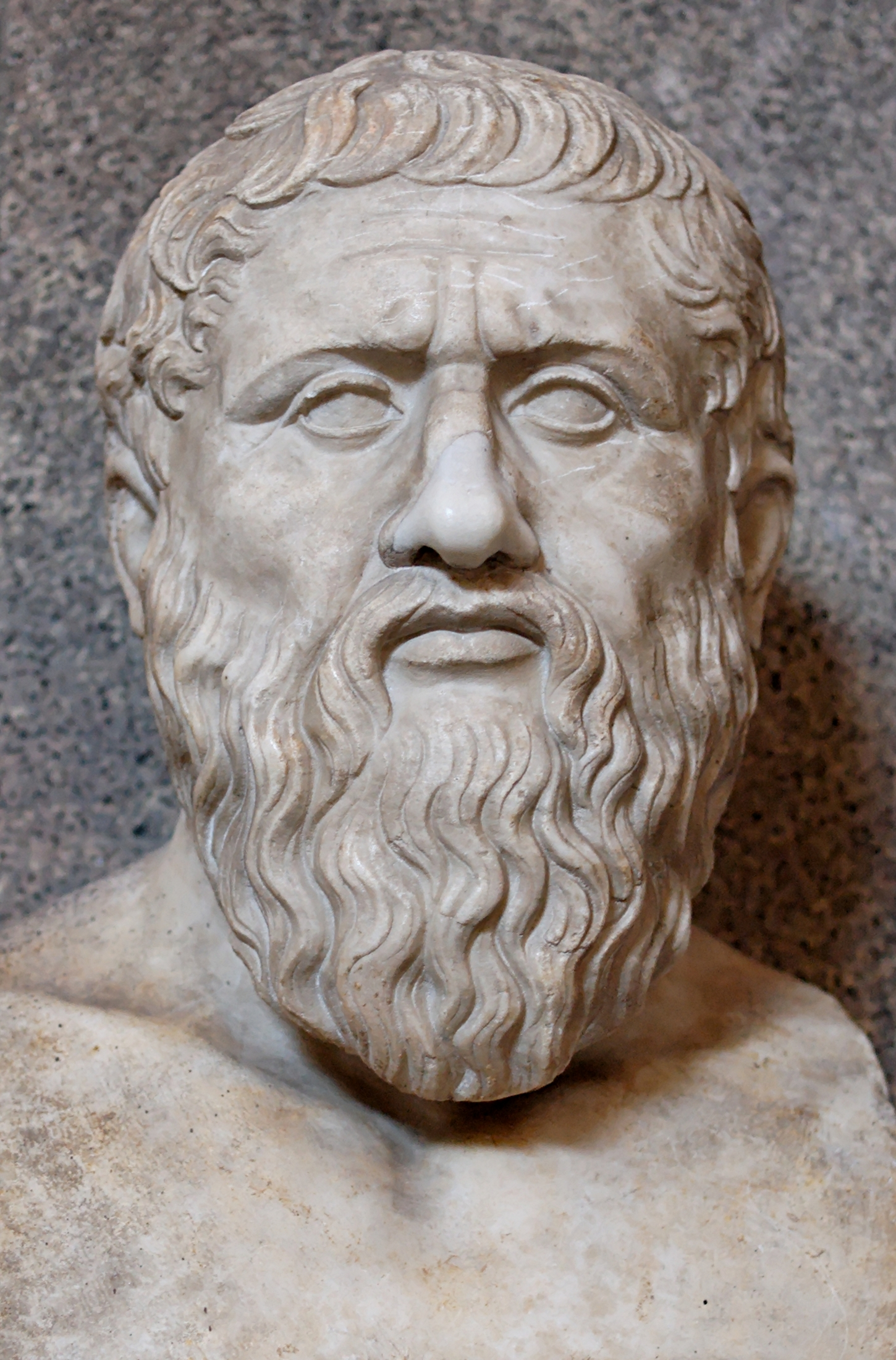
Platão, responsável pela difusão da ideia de academia através de sua escola

Adelino Brandão definiria desta forma as academias:
| “ | ...tendência natural de aglutinação intelectual...necessária...porque exerce função cultural...que ajuda a sustentar a independência mental da nação, numa época de internacionalização acelerada. | ” |

## História da ABM
A Academia Brasileira de Letras, fundada em 1897, foi uma academia bem sucedida, dentre algumas outras, e que seguiu o modelo francês de associação, o qual sempre recebeu maior notoriedade e é, até nossos tempos, um exemplo que muitos seguem. Algumas décadas depois, Villa-Lobos, em 1945, funda a Academia Brasileira de Música, também baseada no modelo francês, a fim de reunir 40 personalidades de destaque do mundo da música de nosso país, concedendo-lhes um título honorifico. O compositor, nascido no Rio de Janeiro, não poupou esforços para que sua ideia seguisse adiante, deixando, por meio de testamento, parte dos direitos autorais sobre suas obras em benefício próprio e dos membros acadêmicos da instituição. Com isso, a música brasileira teria maior difusão em todo o país e no exterior. Entretanto, logo depois de sua fundação, o número de cadeiras passa para cinquenta, todas ocupadas por indivíduos ligados à música de alguma forma.

### Reformas
Francisco Mignone, um dos presidentes da academia, restaurou seu estatuto e regimento interno, diminuindo o número de cadeiras para quarenta, fazendo com que se assemelhasse à ABL. Por este motivo, dez artistas perderam seus títulos honoríficos, causando um certo desconforto na academia, sendo a redistribuição desses patronos pelas cadeiras de fundadores que já haviam falecido a melhor solução para se resolver tal inconveniência.
Ricardo Tacuchian, outro presidente da academia, realizou outra mudança dentro do estatuto e do regimento interno, extinguindo o quadro de “Membros Intérpretes”, sendo os que ainda estavam vivos direcionados para o quadro de “Acadêmicos Efetivos”. Essa mudança fez com que esses membros figurassem como elegíveis a qualquer vaga disponível em cargos dentro da instituição.

### Acadêmicos
Muitos estudiosos da música, cada um dentro de sua própria especialidade, passaram pela academia. Alguns exemplos ilustrativos são Lorenzo Fernández, César Guerra-Peixe, Guiomar Novaes e Magdalena Tagliaferro. Dentre os membros correspondentes, ou seja, aqueles que se correspondiam com a ABM, havia um grupo de importantes musicistas como Mieczysław Horszowski, Arthur Rubinstein, Marcel Beaufils e Michel Philippot.

## Passado recente
Após as administrações dos primeiros presidentes, Villa-Lobos, José Cândido de Andrade Muricy, Francisco Mignone e Marlos Nobre, a academia atravessou períodos turbulentos: o sucessor de Francisco Mignone passou muitos anos no cargo e os acadêmicos elegeram, para sua substituição, o Embaixador Vasco Mariz para o período de mandato de 1991-1993, o qual não tomou posse por conta de mandados de segurança em nome do presidente em exercício. Porém, no ano de 1993, depois de muitos problemas com a presidência e de caráter administrativo, a Academia Brasileira de Música firma-se como instituição, com uma estrutura administrativa renovada e boas gestões, tendo como presidentes Ricardo Tacuchian (1993-1997), Edino Krieger (1998-2001) e José Maria Neves, que iniciou seu mandato em 2002, mas, por seu falecimento, foi substituído por Edino Krieger.

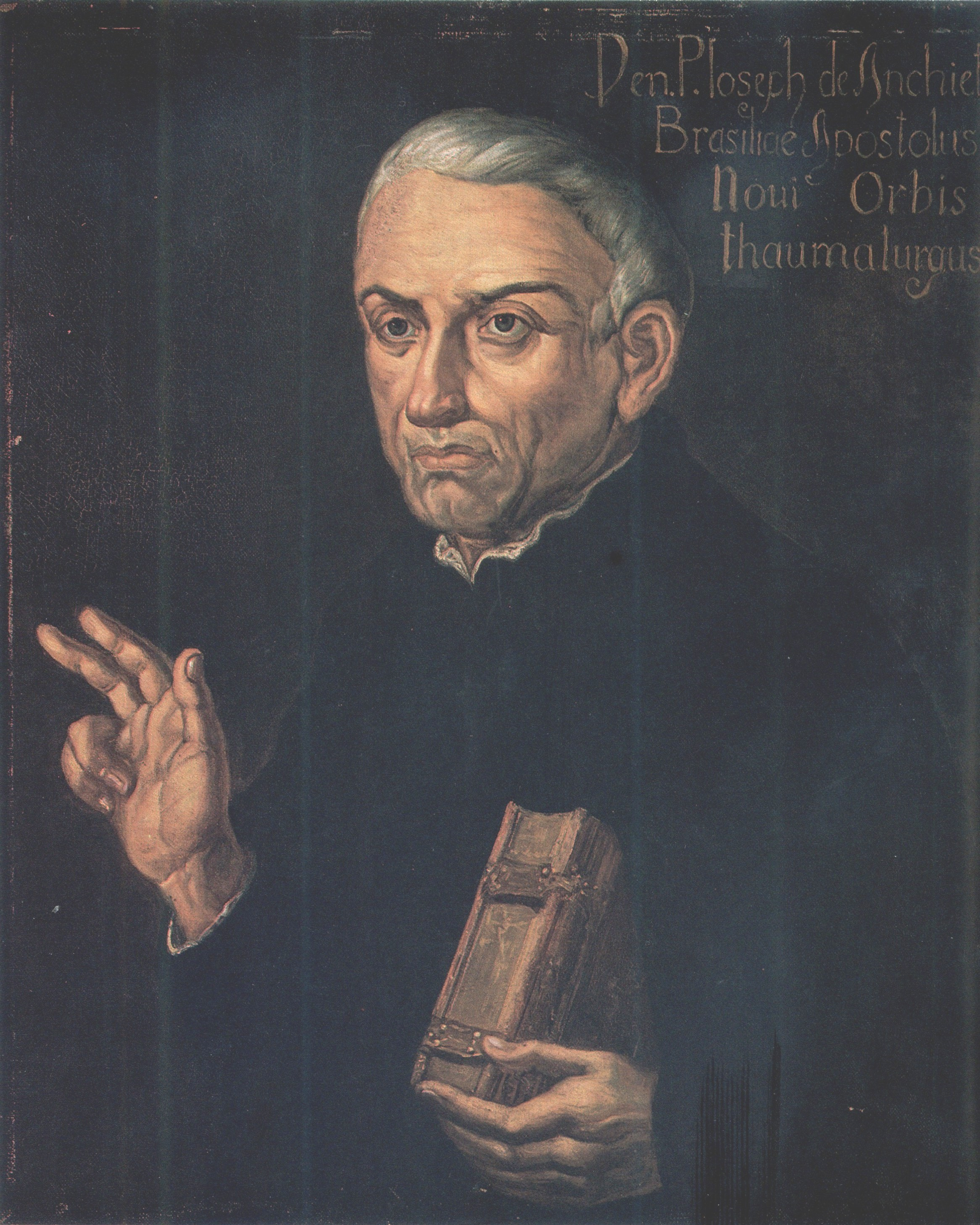
Pe. José de Anchieta, primeiro patrono da Academia Brasileira de Música.

## Sede
Ainda no mandato de José Maria Neves, iniciou-se o processo de compra de sua sede, o qual não foi concluído pelo mesmo presidente, devido a seu falecimento. Coube a Edino Krieger finalizar o processo e levar para o centro da cidade do Rio de Janeiro a nova academia, a Casa de Villa-Lobos.
A partir desse momento, a academia passa a ser um centro de referência para todos os músicos, lançando projetos audaciosos como a "Bibliografia Musical Brasileira", banco de dados sobre música brasileira feita no Brasil e no exterior, o "Banco de Partituras de Música Brasileira" e as séries "Brasiliana" e "Trajetórias", sendo a primeira concertos de música brasileira e, a segunda, depoimentos de músicos importantes do Brasil. Além disso, foram criados concursos de monografias, projetos de educação musical em comunidades carentes e o selo discográfico da ABM.

## Patronos da academia
| 1º José de Anchieta              | 2º Luís Álvares Pinto        | 3º Domingos Caldas Barbosa    | 4º José Joaquim Emerico Lobo de Mesquita |
| 5º José Maurício Nunes Garcia    | 6º Sigismund von Neukomm     | 7º Francisco Manuel da Silva  | 8º Pedro I                               |
| 9º Thomaz Cantuária              | 10° Cândido Ignácio da Silva | 11º Domingos Moçurunga        | 12º José Maria Xavier                    |
| 13º José Amat                    | 14º Elias Álvares Lobo       | 15º Antônio Carlos Gomes      | 16º Henrique Alves de Mesquita           |
| 17º Alfredo d'Escragnolle Taunay | 18º Arthur Napoleão          | 19º Brasílio Itiberê da Cunha | 20º João Gomes de Araújo                 |
| 21º Manuel Joaquim de Macedo     | 22º Antônio Callado          | 23º Leopoldo Miguez           | 24º José Cândido da Gama Malcher         |
| 25º Henrique Oswald              | 26º Euclides Fonseca         | 27º Vincenzo Cernicchiaro     | 28º Ernesto Nazareth                     |
| 29º Alexandre Levy               | 30º Alberto Nepomuceno       | 31º Guilherme de Mello        | 32º Francisco Braga                      |
| 33º Francisco Valle              | 34º José de Araújo Vianna    | 35º Meneleu Campos            | 36º Barrozo Neto                         |
| 37º Glauco Velásquez             | 38º Homero Sá Barreto        | 39º Luciano Gallet            | 40º Mário de Andrade                     |